# Jennifer Madu
Jennifer Madu (ur. 23 września 1994) – nigeryjska lekkoatletka specjalizująca się w biegach sprinterskich. Do lipca 2016 roku reprezentowała Stany Zjednoczone.
Zdobywczyni dwóch medali mistrzostw świata juniorów młodszych w 2011 roku. Wraz z koleżankami zdobyła w 2012 mistrzostwo świata juniorów w biegu rozstawnym 4 x 100 metrów. 

## Osiągnięcia
| Rok  | Impreza                               | Miejsce         | Konkurencja             | Pozycja           | Wynik   |
| ---- | ------------------------------------- | --------------- | ----------------------- | ----------------- | ------- |
| 2011 | Mistrzostwa świata juniorów młodszych | Lille Metropole | bieg na 100 m           | 1. miejsce        | 11,57   |
| 2011 | Mistrzostwa świata juniorów młodszych | Lille Metropole | sztafeta szwedzka       | 2. miejsce        | 2:03,92 |
| 2011 | Mistrzostwa świata juniorów młodszych | Lille Metropole | trójskok                | el. – 19. miejsce | 12,42   |
| 2012 | Mistrzostwa świata juniorów           | Barcelona       | bieg na 100 m           | 5. miejsce        | 11,52   |
| 2012 | Mistrzostwa świata juniorów           | Barcelona       | trójskok                | el. - 16. miejsce | 12,74   |
| 2012 | Mistrzostwa świata juniorów           | Barcelona       | sztafeta 4 x 100 m      | 1. miejsce        | 43,89   |
| 2013 | Mistrzostwa panamerykańskie juniorów  | Medellín        | bieg na 100 m           | 2. miejsce        | 11,37w  |
| 2013 | Mistrzostwa panamerykańskie juniorów  | Medellín        | sztafeta 4 x 100 m      | 1. miejsce        | 43,97   |
| 2016 | Igrzyska olimpijskie                  | Rio de Janeiro  | bieg na 100 m           | eliminacje        | 11,61   |
| 2016 | Igrzyska olimpijskie                  | Rio de Janeiro  | sztafeta 4 × 100 m      | 8. miejsce        | 43,21   |
| 2017 | IAAF World Relays                     | Nassau          | sztafeta 4 × 100 metrów | eliminacje        | 44,95   |
| 2017 | IAAF World Relays                     | Nassau          | sztafeta 4 × 200 metrów | 5. miejsce        | 1:33,08 |

## Rekordy życiowe
- Bieg na 60 metrów (hala) – 7,25 (28 lutego 2014, College Station)
- Bieg na 100 metrów – 11,16 (11 czerwca 2015, Eugene) / 11,12w (28 marca 2015, Austin)
- Bieg na 200 metrów – 23,86 (30 kwietnia 2016, Baton Rouge)
- Bieg na 200 metrów (hala) – 23,69 (23 lutego 2013, Fayetteville)